# Hookeria philippinensis
Hookeria philippinensis là một loài Rêu trong họ Hookeriaceae. Loài này được Mont. mô tả khoa học đầu tiên năm 1845.